# The Forbidden Land
The Forbidden Land (Brasil: A Terra Proibida ) é um documentário de 1990 dirigido por Helena Solberg. Trata-se de uma co-produção entre o National Film Board of Canada do Canada e a PBS dos Estados Unidos.

## Enredo
"A Terra Proibida" examina as crescentes divisões dentro da Igreja Católica no Brasil. O conflito gira em torno de um debate sobre o papel que a Igreja deve desempenhar na sociedade moderna brasileira. Em um lado do debate está a hierarquia conservadora que sustenta que a igreja deve ficar fora da política e se concentrar em salvar almas. Do outro lado estão os seguidores progressistas da Teologia da Libertação, encabeçada por Leonardo Boff e Dom Pedro Casaldáliga, que argumentam que a igreja deve assumir a causa da justiça social. Através de sua análise da situação no Brasil, o documentário explora as raízes sociais, econômicas e políticas de lutas semelhantes sendo travada em toda a América Central e do Sul.